# Hartwell (Geòrgia)
Hartwell és una població dels Estats Units a l'estat de Geòrgia. Segons el cens del 2000 tenia 4.188 habitants.

## Demografia
Segons el cens del 2000, Hartwell tenia 4.188 habitants, 1.760 habitatges, i 1.073 famílies. La densitat de població era de 349,2 habitants/km².
Dels 1.760 habitatges en un 24% hi vivien nens de menys de 18 anys, en un 38,5% hi vivien parelles casades, en un 19,1% dones solteres, i en un 39% no eren unitats familiars. En el 36,7% dels habitatges hi vivien persones soles el 20% de les quals corresponia a persones de 65 anys o més que vivien soles. El nombre mitjà de persones vivint en cada habitatge era de 2,22 i el nombre mitjà de persones que vivien en cada família era de 2,9.
Per edats la població es repartia de la següent manera: un 21,7% tenia menys de 18 anys, un 7,7% entre 18 i 24, un 24,1% entre 25 i 44, un 21,9% de 45 a 60 i un 24,6% 65 anys o més.
L'edat mediana era de 42 anys. Per cada 100 dones de 18 o més anys hi havia 70,6 homes.
La renda mediana per habitatge era de 26.411 $ i la renda mediana per família de 34.560 $. Els homes tenien una renda mediana de 28.512 $ mentre que les dones 24.107 $. La renda per capita de la població era de 14.745 $. Entorn del 16,1% de les famílies i el 23,7% de la població estaven per davall del llindar de pobresa.

## Poblacions més properes
El següent diagrama mostra les poblacions més properes.